# René Taubenrauch
René Taubenrauch (Erfurt, 31 januari 1974) is een voormalig Duits langebaanschaatser. Taubenrauch blonk als stayer vooral uit op de langere afstanden (5km en 10km).

## Records

### Persoonlijke records
| Afstand      | Tijd     | Datum            | Baan       |
| ------------ | -------- | ---------------- | ---------- |
| 500 meter    | 39,19    | 21 oktober 2000  | Berlijn    |
| 1500 meter   | 1.53,51  | 6 november 2004  | Berlijn    |
| 3000 meter   | 3.47,13  | 2 februari 2002  | Calgary    |
| 5000 meter   | 6.34,32  | 20 november 2004 | Berlijn    |
| 10.000 meter | 13.38,46 | 28 februari 2004 | Heerenveen |

## Resultaten
| Jaar | WK Allround            | WK Afstanden         | Olympische Spelen              |
| ---- | ---------------------- | -------------------- | ------------------------------ |
| 1994 | 11e (29e, 4e, 29e, 7e) |                      |                                |
| 1995 | 9e · (21e, , 15e, 6e)  |                      |                                |
|      |                        |                      |                                |
| 1998 |                        |                      | 38e 1500m 6e 5000m 11e 10.000m |
| 1999 |                        | 10e 5000m 7e 10.000m |                                |
|      |                        |                      |                                |
| 2002 |                        |                      | 32e 5000m                      |
|      |                        |                      |                                |
| 2004 |                        | 12e 5000m 7e 10.000m |                                |
| 2005 |                        | 23e 5000m            |                                |

(#, #, #, #) = afstandspositie op allroundtoernooi (500m, 5000m, 1500m, 10.000m).